# 森岡正博
森岡 正博（もりおか まさひろ、1958年9月25日 - ）は、日本の哲学者。早稲田大学人間科学部教授。生と死を総合的に探求する生命学を提唱。2006年より「生命の哲学」という新しい哲学ジャンルを提唱している。代表的な著作は『無痛文明論』『感じない男』など。

## 人物
1958年高知県高知市に生まれる。1977年に東京大学入学。当初は物理学と数学を学んだが、後に哲学・倫理学に転じた。大学院ではヴィトゲンシュタイン後期哲学とともに、当時登場してきた生命倫理学と環境倫理学を専攻した。生命倫理学に関する二つの書籍『生命学への招待』『脳死の人』を出版後、1988年に京都の国際日本文化研究センターに移った。そして『宗教なき時代を生きるために』『意識通信』など数冊の書籍を刊行した。前者は1995年に東京で起きたオウム真理教事件を哲学的・心理学的に扱ったものであり、後者はコンピュータ通信時代の深層意識の交流について議論したものである（後者は1993年電気通信普及財団テレコム社会科学賞受賞）。1991年には米国ウェスレイアン大学に客員研究員として1年間滞在。
1997年に大阪府立大学に移った。2001年に『生命学に何ができるか』を出版し、脳死臓器移植、フェミニスト生命倫理と中絶、障害者運動、新優生学について生命学の視点から論じた。この本では、「根源的な安心感」「〈揺らぐ私〉のリアリティ」などの概念が提唱された。それらは1970年代日本の生命倫理運動についての分析によって見出されたものである。2003年には『無痛文明論』が出版された。これは現代文明において、痛みと苦しみを避け続けようとする絶え間ない運動が人々から喜びを奪っている様を批判したものである。2005年にはロリコン・男の不感症など男性の性の暗部を描いた『感じない男』が刊行され話題となった。2008年には『草食系男子の恋愛学』が刊行され、「草食系男子」が流行語となるのを手助けした。2013年には『まんが 哲学入門』が刊行された。臓器移植法改正においては脳死者本人の意思表示を必要条件とする立場を取り、杉本健郎とともに「子どもの意思表示を前提とする臓器移植法改正案の提言」を発表。2015年に早稲田大学人間科学部に移った。2020年に『生まれてこないほうが良かったのか？』を刊行し、反出生主義の批判が話題となった。博士（人間科学）（大阪府立大学）。
ネット学術誌『現代文明学研究』（1998-2010年）編集長。『朝日新聞』書評委員（1996-1998年）。『朝日新聞』「悩みのレッスン」「生きるレッスン」回答者（2008年-2013年）Journal of Philosophy of Life 編集長（2010年 - ）。現代生命哲学研究編集長（2012年 - ）早稲田大学現代死生学研究所所長（2021年 - ）

## キーコンセプト
人と人との関わり合いとしての脳死
森岡は脳死を脳の内部の物質的なプロセスとしてではなく、ベッドの上の昏睡患者とその家族・友人たちとのあいだの人間の関わり合いとして定義した。彼はこれを生命倫理における「関係性指向アプローチ」と呼んだ。そして脳死は必ずしも人間の死ではないとした。
意識通信
1993年の書籍『意識通信』で森岡は、コミュニケーションすることそれ自体を目的とする「意識通信」を、情報伝達をするためのツールとしての「情報通信」から区別して定義したうえで、将来の情報社会において意識通信が中心的な役割を担うと予測し、「匿名性のコミュニティ」「ドリーム・ナヴィゲイター」の概念を提唱した。
生命学
森岡は生と死と自然に関する包括的なアプローチを「生命学」と呼んだ。生命学の最終的な目的は人々が彼らの生を悔いなく生きるのをサポートすることである。生命学でもっとも大事なのは、取り組もうとしている問題に関して自分自身を決して棚上げにしないことであり、自分自身を決して例外とみなさないことである。我々自身に内在する欲望と悪から決して目をそらさないことが大事であるとされる。
根源的な安心感
「根源的な安心感」は森岡哲学の中心的な概念のひとつである。『生命学に何ができるか』において、根源的な安心感とは、「たとえ知的に劣っていようが、醜かろうが、障害があろうが、私の〈存在〉だけは平等に世界に迎え入れられたはずだし、たとえ成功しようと、失敗しようと、よぼよぼの老人になろうと、私の〈存在〉だけは平等に世界に迎え入れられ続けていると確信できる」という安心感であるとされている。これが、悔いなく生きるための前提条件だとされる。
無痛文明
森岡は、我々の現代文明は「無痛文明」として展開していると考える。痛みや苦しみを徹底的に取り除こうとする現代文明の流れは、人間にとって必要不可欠な人生の意味から目をそらさせ、快楽・快適さ・安楽さと引き換えに生命のよろこびを我々から奪う。先進諸国に住んでいる人々は無痛文明のうねりに飲まれて溺れていることを知っているが、そこから脱出するすべを知らないと森岡は述べる。
「身体の欲望」と「生命の欲望」
「身体の欲望」とは、我々の快楽や所有物や安定を増大させようとする欲望であり、「生命の欲望」とは、「身体の欲望」を解体して快楽や所有物や安定を捨て、新たな人間存在へと生まれ変わろうとする欲望のことであると定義される。
感じない男
「感じない男」とは、「男の不感症」によって引き起こされる性のひずみや、少女とりわけ制服少女に対して無意識に惹かれる気持ちによってセクシュアリティが構築されている男性のことを指す。多くの日本の成人男性は「感じない男」であり、メディアやインターネットで少女のイメージを消費している。これは日本男性のロリコンの背後に潜む病理であるとされる。
草食系男子
森岡の定義によれば、「草食系男子」とは心が優しく性愛に対して奥手で積極的ではない若者のことである。『草食系男子の恋愛学』が出版された2008年に「草食系男子」という言葉が流行し、世界にも報道された。
生命の哲学
「生命の哲学」とは、生と死と自然についてのトピックスを多様な哲学的視点から解明することをめざす現代哲学の新しい領域であるとされる。それは19世紀の「生の哲学」を拡張し、現代の生命倫理学、環境哲学、生物学の哲学、生政治学、人生の意味研究などを包括するものである。
誕生肯定
「生命の哲学」のキー概念のひとつである。「誕生肯定」とは、自分が生まれてきたことに対して、生まれてきて本当によかったと心の底から言えることである。森岡は「誕生肯定」を、「生の肯定」や「人生まるごとの肯定」などの概念から区別する。また、「誕生否定」への強制をもっともひどい悪とみなしている。
人間のいのちの尊厳
カントの「人間の尊厳」概念を発展させる形で「人間のいのちの尊厳」が構想され、それは一度限りの人生の尊さである「人生の尊厳」、人間が身体を持っていることの尊さである「身体の尊厳」、共時的・通時的に人間がつながり、人間と他の生物がつながることの尊さである「生命のつながりの尊厳」の三つから出来上がるとされる。

## 略歴
- 1977年 土佐高等学校卒業
- 1983年 東京大学文学部倫理学科卒業
- 1983年 東京大学大学院人文科学系研究科入学
- 1985年 同大学院修士課程修了
- 1988年 同大学院博士課程単位取得退学
- 1988年 東京大学文学部助手
- 1988年 国際日本文化研究センター助手
- 1997年 大阪府立大学総合科学部人間科学科助教授
- 1998年 同大学教授
- 2005年 大阪府立大学人間社会学部人間科学科教授
- 2012年 大阪府立大学現代システム科学域環境システム学類教授
- 2015年 大阪府立大学名誉教授
- 2015年 早稲田大学人間科学部健康福祉科学科教授

## 著作

### 単著
- 『生命学への招待　バイオエシックスを超えて』（勁草書房 1988年）
- 『脳死の人　生命学の視点から 』（東京書籍 1989年、福武文庫 1991年、法藏館 2000年）
- 『意識通信 ドリーム・ナヴィゲイターの誕生』（筑摩書房 1993年、ちくま学芸文庫 2002年）
- 『生命観を問いなおす　エコロジーから脳死まで』（ちくま新書 1994年）
- 『宗教なき時代を生きるために』（法藏館 1996年、完全版2019年）
- 『自分と向きあう「知」の方法　考える力をどう磨くか 』（PHP研究所 1997年、ちくま文庫 2006年）
- 『生命学に何ができるか　脳死・フェミニズム・優生思想』（勁草書房 2001年）
- 『引き裂かれた生命』（kinokopress.com 2002年）
- 『書評という快楽』（kinokopress.com 2002年）
- 『無痛文明論』（トランスビュー 2003年）
- 『感じない男』（ちくま新書 2005年）→『決定版　感じない男』（ちくま文庫　2013年）
- 『生命学をひらく　自分と向きあう「いのち」の思想』（トランスビュー 2005年）
- 『草食系男子の恋愛学』（メディアファクトリー 2008年、MF文庫ダ・ヴィンチ、2010年）
- 『33個めの石　傷ついた現代のための哲学』（春秋社 2009年、角川文庫 2016年）
- 『最後の恋は草食系男子が持ってくる！』（マガジンハウス 2009年）
- 『生者と死者をつなぐ　鎮魂と再生のための哲学』（春秋社 2012年）
- 『まんが 哲学入門　生きるって何だろう？』画：寺田にゃんこふ（講談社現代新書 2013年）
- 『生まれてこないほうが良かったのか？　生命の哲学へ！』（筑摩書房<筑摩選書> 2020年）
- 『人生相談を哲学する』（生きのびるブックス 2021年）

### 共著
- 『電脳福祉論』5名との対談（学苑社 1994年）
- 『男は世界を救えるか』井上章一との対談（筑摩書房 1995年）
- 『生命・科学・未来 対話』養老孟司との対談（ジャストシステム 1995年）
  - 改題『対論・脳と生命』ちくま学芸文庫 2003年
- 『現代文明は生命をどう変えるか 森岡正博・6つの対話』6名との対談（法藏館 1999年）
- 『救いとは何か』山折哲雄との対談（筑摩書房 2012年）
- 『運命論を哲学する』入不二基義との共著（明石書店 2019年）
- 『〈私〉をめぐる対決―独在性を哲学する』永井均との共著（明石書店 2021年）
- 『スポーツと遺伝子ドーピングを問う:技術の現在から倫理的問題まで』（竹村瑞穂・石井哲也との共編著（晃洋書房　2022年）
- 『生きることの意味を問う哲学　森岡正博対談集』4名との対談（青土社 2023年）

### 編著
- 『「ささえあい」の人間学 私たちすべてが「老人」+「障害者」+「末期患者」となる時代の社会原理の探究』（法藏館 1994年）